# Parwa liga 2018/19
Die Parwa liga 2018/19 war die 95. Saison der höchsten bulgarischen Fußballspielklasse und die dritte unter dem reformierten Modus der Parwa liga (dt. Erste Liga). Die Saison begann am 20. Juli 2018 und endete am 30. Mai 2019.
Ludogorez Rasgrad wurde zum achten Mal in Folge bulgarischer Meister.

## Mannschaften
| Team                   | Stadt          | Heimstadion               | Kapazität |
| ---------------------- | -------------- | ------------------------- | --------- |
| Beroe Stara Sagora     | Stara Sagora   | Beroe-Stadion             | 13.500    |
| Botew Plowdiw          | Plowdiw        | Christo-Botew-Stadion     | 22.000    |
| Botew Wraza            | Wraza          | Christo-Botew-Stadion     | 12.000    |
| FC Dunaw Russe         | Russe          | Städtisches Stadion       | 19.960    |
| Etar Weliko Tarnowo    | Weliko Tarnowo | Iwajlo-Stadion            | 25.000    |
| Lewski Sofia           | Sofia          | Georgi-Asparuchow-Stadion | 29.200    |
| Lokomotive Plowdiw     | Plowdiw        | Lokomotiv-Stadion         | 10.800    |
| Ludogorez Rasgrad      | Rasgrad        | Arena Ludogorez           | 08.808    |
| Septemwri Sofia        | Sofia          | DIT-Stadion               | 01.700    |
| Slawia Sofia           | Sofia          | Owtscha-Kupel-Stadion     | 25.556    |
| Tscherno More Warna    | Warna          | Titscha-Stadion           | 12.000    |
| FC Wereja Stara Sagora | Stara Sagora   | Trace Arena               | 01.714    |
| Witoscha Bistriza      | Bistriza       | Bistriza-Stadion          | 02.000    |
| ZSKA Sofia             | Sofia          | Balgarska-Armija-Stadion  | 22.015    |

## Reguläre Saison
Die 14 Vereine spielten zunächst in einer Doppelrunde die reguläre Saison aus. Diese Tabelle diente als Grundlage für die Qualifikation zu verschiedenen Platzierungsrunden. Die sechs bestplatzierten Vereine erreichten die Meisterschaftsrunde, die Teams auf den Plätzen sieben bis vierzehn spielten in der Abstiegsrunde um einen möglichen internationalen Startplatz und ermittelten die Mannschaften, die an der Relegation teilnahmen.

### Tabelle
| Pl. | Verein                 | Sp. | S  | U | N  | Tore    | Diff. | Punkte |
| --- | ---------------------- | --- | -- | - | -- | ------- | ----- | ------ |
| 1.  | Ludogorez Rasgrad (M)  | 26  | 19 | 5 | 2  | 053:140 | +39   | 62     |
| 2.  | ZSKA Sofia             | 26  | 18 | 3 | 5  | 047:140 | +33   | 57     |
| 3.  | Lewski Sofia           | 26  | 17 | 3 | 6  | 051:240 | +27   | 54     |
| 4.  | Botew Plowdiw          | 26  | 13 | 6 | 7  | 039:210 | +18   | 45     |
| 5.  | Beroe Stara Sagora     | 26  | 12 | 6 | 8  | 032:230 | +9    | 42     |
| 6.  | Tscherno More Warna    | 26  | 12 | 6 | 8  | 036:340 | +2    | 42     |
| 7.  | Etar Weliko Tarnowo    | 26  | 12 | 4 | 10 | 030:270 | +3    | 40     |
| 8.  | Lokomotive Plowdiw     | 26  | 10 | 5 | 11 | 032:280 | +4    | 35     |
| 9.  | Slawia Sofia (P)       | 26  | 9  | 6 | 11 | 028:310 | −3    | 33     |
| 10. | Botew Wraza (N)        | 26  | 9  | 4 | 13 | 029:400 | −11   | 31     |
| 11. | Witoscha Bistriza      | 26  | 7  | 4 | 15 | 017:390 | −22   | 25     |
| 12. | Septemwri Sofia        | 26  | 6  | 3 | 17 | 023:520 | −29   | 21     |
| 13. | Dunaw Russe            | 26  | 5  | 5 | 16 | 025:470 | −22   | 20     |
| 14. | FC Wereja Stara Sagora | 26  | 0  | 6 | 20 | 012:600 | −48   | 06     |

Platzierungskriterien: 1. Punkte – 2. Direkter Vergleich (Punkte, Tordifferenz, geschossene Tore) – 3. Tordifferenz – 4. geschossene Tore

| (M) | amtierender bulgarischer Meister      |
| (P) | amtierender bulgarischer Pokalsieger  |
| (N) | Aufsteiger aus der Wtora liga 2017/18 |

### Kreuztabelle
Die Kreuztabelle stellt die Ergebnisse aller Spiele dieser Saison dar. Die Heimmannschaft ist in der linken Spalte, die Gastmannschaft in der oberen Zeile aufgelistet.
| 2018/19                | Beroe Stara Sagora | Botew Plowdiw | Botew Wraza | Dunaw Russe | Etar Weliko Tarnowo | Lewski Sofia | Lokomotive Plowdiw | Ludogorez Rasgrad | Septemwri Sofia | Slawia Sofia | Tscherno More Warna | Wereja Stara Sagora | Witoscha Bistriza | ZSKA Sofia |
| ---------------------- | ------------------ | ------------- | ----------- | ----------- | ------------------- | ------------ | ------------------ | ----------------- | --------------- | ------------ | ------------------- | ------------------- | ----------------- | ---------- |
| Beroe Stara Sagora     |                    | 2:1           | 4:0         | 1:0         | 1:0                 | 2:1          | 1:0                | 1:1               | 1:0             | 2:0          | 0:1                 | 6:0                 | 0:1               | 1:1        |
| Botew Plowdiw          | 4:1                |               | 1:1         | 4:1         | 2:0                 | 0:1          | 0:1                | 2:3               | 2:0             | 1:0          | 2:1                 | 4:0                 | 3:0               | 0:0        |
| Botew Wraza            | 0:1                | 0:1           |             | 1:0         | 2:0                 | 0:2          | 0:0                | 1:4               | 4:1             | 1:3          | 2:1                 | 3:0                 | 1:0               | 0:2        |
| Dunaw Russe            | 1:1                | 1:1           | 3:1         |             | 2:4                 | 1:2          | 1:0                | 0:2               | 2:0             | 1:1          | 1:1                 | 1:0                 | 3:0               | 0:2        |
| Etar Weliko Tarnowo    | 1:1                | 1:0           | 2:1         | 3:0         |                     | 1:2          | 2:0                | 1:4               | 2:0             | 3:0          | 1:1                 | 1:0                 | 1:0               | 1:3        |
| Lewski Sofia           | 1:0                | 4:1           | 1:3         | 3:0         | 2:1                 |              | 1:1                | 0:2               | 2:0             | 2:0          | 2:2                 | 7:0                 | 4:1               | 1:0        |
| Lokomotive Plowdiw     | 4:1                | 0:2           | 4:0         | 4:1         | 0:0                 | 1:0          |                    | 0:1               | 0:2             | 2:4          | 0:2                 | 3:0                 | 2:1               | 0:1        |
| Ludogorez Rasgrad      | 1:0                | 1:1           | 2:0         | 3:1         | 1:0                 | 2:1          | 0:1                |                   | 6:0             | 2:0          | 5:1                 | 2:1                 | 3:0               | 1:0        |
| Septemwri Sofia        | 1:0                | 0:2           | 1:2         | 2:1         | 0:2                 | 2:2          | 1:3                | 1:4               |                 | 1:2          | 2:1                 | 1:0                 | 0:0               | 0:3        |
| Slawia Sofia           | 1:1                | 0:0           | 0:1         | 2:0         | 0:1                 | 0:3          | 1:1                | 0:0               | 3:1             |              | 3:2                 | 4:0                 | 0:2               | 1:0        |
| Tscherno More Warna    | 0:0                | 0:0           | 2:1         | 3:2         | 1:0                 | 1:0          | 2:0                | 1:0               | 1:5             | 1:2          |                     | 4:2                 | 1:0               | 2:0        |
| FC Wereja Stara Sagora | 0:2                | 1:2           | 2:2         | 1:1         | 0:1                 | 3:4          | 2:2                | 0:0               | 0:0             | 0:0          | 0:2                 |                     | 0:1               | 0:1        |
| Witoscha Bistriza      | 1:2                | 0:2           | 1:1         | 2:1         | 1:1                 | 0:2          | 0:3                | 0:2               | 2:1             | 1:0          | 1:1                 | 2:0                 |                   | 0:2        |
| ZSKA Sofia             | 2:0                | 2:1           | 2:1         | 3:0         | 3:0                 | 0:1          | 2:0                | 1:1               | 5:1             | 2:1          | 3:1                 | 4:0                 | 3:0               |            |

## Meisterschaftsrunde
Die sechs bestplatzierten Vereine der regulären Saison erreichten die Meisterschaftsrunde, in der es neben der Meisterschaft auch um die internationalen Plätze im Europapokal ging. Der Meister qualifizierte sich für die erste Qualifikationsrunde zur Champions League und der Vizemeister nimmt an den Europa-League-Playoffs teil. Der Drittplatzierte erreichte die 1. Qualifikationsrunden der Europa League.
Gespielt wurde eine weitere Doppelrunde zwischen den sechs Vereinen, wobei alle Ergebnisse aus der regulären Saison übertragen wurden.
| Pl. | Verein                | Sp. | S  | U  | N  | Tore    | Diff. | Punkte |
| --- | --------------------- | --- | -- | -- | -- | ------- | ----- | ------ |
| 1.  | Ludogorez Rasgrad (M) | 36  | 23 | 10 | 3  | 067:190 | +48   | 79     |
| 2.  | ZSKA Sofia            | 36  | 24 | 6  | 6  | 057:170 | +40   | 78     |
| 3.  | Lewski Sofia          | 36  | 20 | 6  | 10 | 064:370 | +27   | 66     |
| 4.  | Beroe Stara Sagora    | 36  | 16 | 10 | 10 | 042:300 | +12   | 58     |
| 5.  | Tscherno More Warna   | 36  | 15 | 7  | 14 | 044:510 | −7    | 52     |
| 6.  | Botew Plowdiw         | 36  | 14 | 8  | 14 | 044:360 | +8    | 50     |

| (M) | amtierender bulgarischer Meister |

| 2019                | Beroe Stara Sagora | Botew Plowdiw | Lewski Sofia | Ludogorez Rasgrad | Tscherno More Warna | ZSKA Sofia |
| ------------------- | ------------------ | ------------- | ------------ | ----------------- | ------------------- | ---------- |
| Beroe Stara Sagora  |                    | 1:1           | 3:1          | 1:1               | 2:0                 | 0:1        |
| Botew Plowdiw       | 0:1                |               | 1:3          | 0:2               | 0:2                 | 2:0        |
| Lewski Sofia        | 1:2                | 1:1           |              | 0:2               | 5:1                 | 0:2        |
| Ludogorez Rasgrad   | 0:0                | 3:0           | 1:1          |                   | 4:1                 | 0:0        |
| Tscherno More Warna | 0:0                | 1:0           | 0:1          | 2:1               |                     | 1:3        |
| ZSKA Sofia          | 2:0                | 1:0           | 0:0          | 0:0               | 1:0                 |            |

## Abstiegsrunde
Die Teams auf den Plätzen 7 bis 14 der regulären Saison wurden nach dem Serpentinenverfahren auf zwei Gruppen aufgeteilt. Die zwei besten Vereine jeder Gruppe qualifizierten sich für die Europa-League-Playoffs, während die zwei schlechtesten Vereine um ihren Verbleib in der Parwa Liga weiterspielen mussten.
Gespielt wurde eine weitere Doppelrunde zwischen den vier Vereinen von jeder Gruppe, wobei alle Ergebnisse aus der Vorrunde übertragen wurden.

### Gruppe A
| Pl. | Verein                 | Sp. | S  | U | N  | Tore    | Diff. | Punkte |
| --- | ---------------------- | --- | -- | - | -- | ------- | ----- | ------ |
| 1.  | Etar Weliko Tarnowo    | 32  | 15 | 6 | 11 | 039:310 | +8    | 51     |
| 2.  | Botew Wraza (N)        | 32  | 13 | 6 | 13 | 049:440 | +5    | 45     |
| 3.  | Witoscha Bistriza      | 32  | 10 | 4 | 18 | 026:490 | −23   | 34     |
| 4.  | FC Wereja Stara Sagora | 32  | 0  | 6 | 26 | 013:810 | −68   | 06     |

| (N) | Aufsteiger aus der Wtora liga 2017/18 |

| 2019                   | Botew Wraza | Etar Weliko Tarnowo | Wereja Stara Sagora | Witoscha Bistriza |
| ---------------------- | ----------- | ------------------- | ------------------- | ----------------- |
| Botew Wraza            |             | 1:1                 | 5:0                 | 3:0               |
| Etar Weliko Tarnowo    | 0:0         |                     | 3:0                 | 2:0               |
| FC Wereja Stara Sagora | 1:6         | 0:3                 |                     | 0:2               |
| Witoscha Bistriza      | 2:5         | 3:0                 | 2:0                 |                   |

### Gruppe B
| Pl. | Verein             | Sp. | S  | U | N  | Tore    | Diff. | Punkte |
| --- | ------------------ | --- | -- | - | -- | ------- | ----- | ------ |
| 1.  | Slawia Sofia (P)   | 32  | 10 | 9 | 13 | 037:420 | −5    | 39     |
| 2.  | Lokomotive Plowdiw | 32  | 10 | 8 | 14 | 037:370 | ±0    | 38     |
| 3.  | Septemwri Sofia    | 32  | 9  | 6 | 17 | 032:580 | −26   | 33     |
| 4.  | Dunaw Russe        | 32  | 7  | 8 | 17 | 036:550 | −19   | 29     |

| (P) | amtierender bulgarischer Pokalsieger |

| 2019               | Dunaw Russe | Lokomotive Plowdiw | Septemwri Sofia | Slawia Sofia |
| ------------------ | ----------- | ------------------ | --------------- | ------------ |
| Dunaw Russe        |             | 2:0                | 2:2             | 0:1          |
| Lokomotive Plowdiw | 1:1         |                    | 1:2             | 1:1          |
| Septemwri Sofia    | 1:1         | 1:0                |                 | 3:2          |
| Slawia Sofia       | 3:5         | 2:2                | 0:0             |              |

## Qualifikationsspiele

### UEFA Europa League
Die beiden bestplatzierten Vereine jeder Gruppe des Play-offs sowie der Drittplatzierte der Meisterschaftsrunde spielten in drei Runden jeweils mit Hin- und Rückspiel einen weiteren Startplatz zur UEFA Europa League aus. Die vier Mannschaften aus den Play-offs ermittelten in den ersten beiden Runden den Klub, der in der 3. Runde gegen den Drittplatzierten aus der Meisterschaftsrunde antrat. Der Sieger aus diesem Spiel startet dann in der 1. Qualifikationsrunde der UEFA Europa League 2019/20.
Runde 1
| Datum               |                    | Gesamt |                     | Hinspiel | Rückspiel |
| ------------------- | ------------------ | ------ | ------------------- | -------- | --------- |
| 7. und 10. Mai 2019 | Lokomotive Plowdiw | 0:3    | Etar Weliko Tarnowo | 0:2      | 0:1       |
| 7. und 10. Mai 2019 | Botew Wraza        | 0:1    | Slawia Sofia        | 0:0      | 0:1 n. V. |

Runde 2
| Datum                |              | Gesamt |                     | Hinspiel | Rückspiel |
| -------------------- | ------------ | ------ | ------------------- | -------- | --------- |
| 20. und 23. Mai 2019 | Slawia Sofia | 1:2    | Etar Weliko Tarnowo | 1:0      | 0:2       |

Runde 3
| Datum        |              | Ergebnis |                     | Stadion                           |
| ------------ | ------------ | -------- | ------------------- | --------------------------------- |
| 28. Mai 2019 | Lewski Sofia | 1:0      | Etar Weliko Tarnowo | Sofia (Georgi-Asparuchow-Stadion) |

### Relegation
Die beiden schlechtstplatzierten Vereine der Parwa liga, sowie der Zweit- und Drittplatzierten der Wtora liga spielten in der Relegation über drei Runden. Zunächst traten in der ersten Runde die jeweils beiden letzten Mannschaften über Kreuz in zwei Spielen an.
In der zweiten Runde trafen die beiden Sieger, sowie die beiden Verlierer aufeinander. Der Gewinner der Siegerrunde belegte den 11. Platz und spielt auch in der folgenden Saison in der Parwa liga. Der Unterlegene der Verliererrunde belegte den 14. Platz und stieg ab.
Die beiden anderen Klubs spielten in der dritten Runde gegen den Zweiten bzw. Dritten der Wtora liga. Die beiden Sieger qualifizierten sich für die Parwa liga, während die Verlierer in der Wtora liga spielen.
Runde 1
Die beiden Gruppendritten und -vierten der Relegationsrunde spielten über Kreuz gegeneinander.
| Datum               |                        | Gesamt |                   | Hinspiel | Rückspiel |
| ------------------- | ---------------------- | ------ | ----------------- | -------- | --------- |
| 8. und 13. Mai 2019 | Dunaw Russe            | 1:0    | Witoscha Bistriza | 0:0      | 1:0       |
| 8. und 14. Mai 2019 | FC Wereja Stara Sagora | 0:6    | Septemwri Sofia   | 1 0:3 1  | 1 0:3 1   |

Runde 2
Die beiden Sieger der Runde 1 spielten um Platz 11 und 12, die beiden Verlierer um Platz 13 und 14.
| Datum                |                        | Gesamt    |                   | Hinspiel | Rückspiel |
| -------------------- | ---------------------- | --------- | ----------------- | -------- | --------- |
| 19. und 22. Mai 2019 | Dunaw Russe            | (a)3:3(a) | Septemwri Sofia   | 0:1      | 3:2       |
| 19. und 22. Mai 2019 | FC Wereja Stara Sagora | 0:6       | Witoscha Bistriza | 1 0:3 1  | 1 0:3 1   |

Dunaw blieb in der Parwa liga, Wereja stieg ab.
Runde 3
Septemwri als Zwölfter trat gegen den Dritten der Wtora liga an, Witoscha als 13. gegen den Zweiten der Wtora liga.
| Datum        |                   | Ergebnis  |                    |
| ------------ | ----------------- | --------- | ------------------ |
| 29. Mai 2019 | Septemwri Sofia   | 0:1 n. V. | FK Arda Kardschali |
| 30. Mai 2019 | Witoscha Bistriza | 3:0       | PFK Montana        |

Septemwri Sofia stieg ab.

## Torschützenliste
| Pl. | Spieler                 | Mannschaft          | Tore |
| --- | ----------------------- | ------------------- | ---- |
| 01. | Stanislaw Kostow        | Lewski Sofia        | 23   |
| 02. | Claudiu Keșerü          | Ludogorez Rasgrad   | 20   |
| 03. | Martin Kamburow         | Beroe Stara Sagora  | 16   |
| 04. | Todor Nedelew           | Botew Plowdiw       | 14   |
| 05. | Ali Sowe                | ZSKA Sofia          | 11   |
| 05. | Daniel Mladenow         | Etar Weliko Tarnowo | 11   |
| 05. | Davide Mariani          | Lewski Sofia        | 11   |
| 05. | Jakub Świerczok         | Ludogorez Rasgrad   | 11   |
| 05. | Zwetelin Tschuntschukow | Slawia Sofia        | 11   |